# قسم كشكان الريفي (مقاطعة دورة)
قسم كشكان الريفي (بالفارسية: دهستان کشکان) هي منطقة ريفية تقع في لرستان في إيران. يقدر عدد سكانها بـ 10,294 نسمة .